# Seznam amerických bitevních lodí

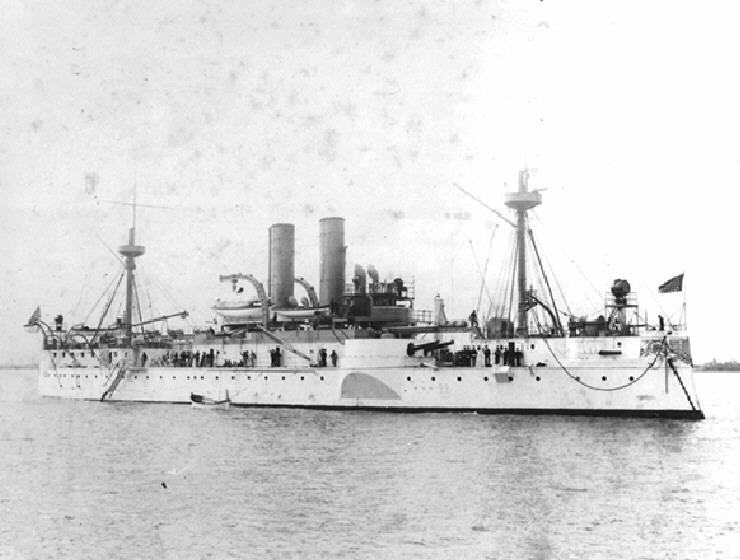
USS Maine (ACR-1)

Seznam amerických bitevních lodí zahrnuje bitevní lodě, které sloužily u Námořnictva Spojených států amerických.

## Predreadnoughty
- USS Texas (1892)

### TřídaIndiana

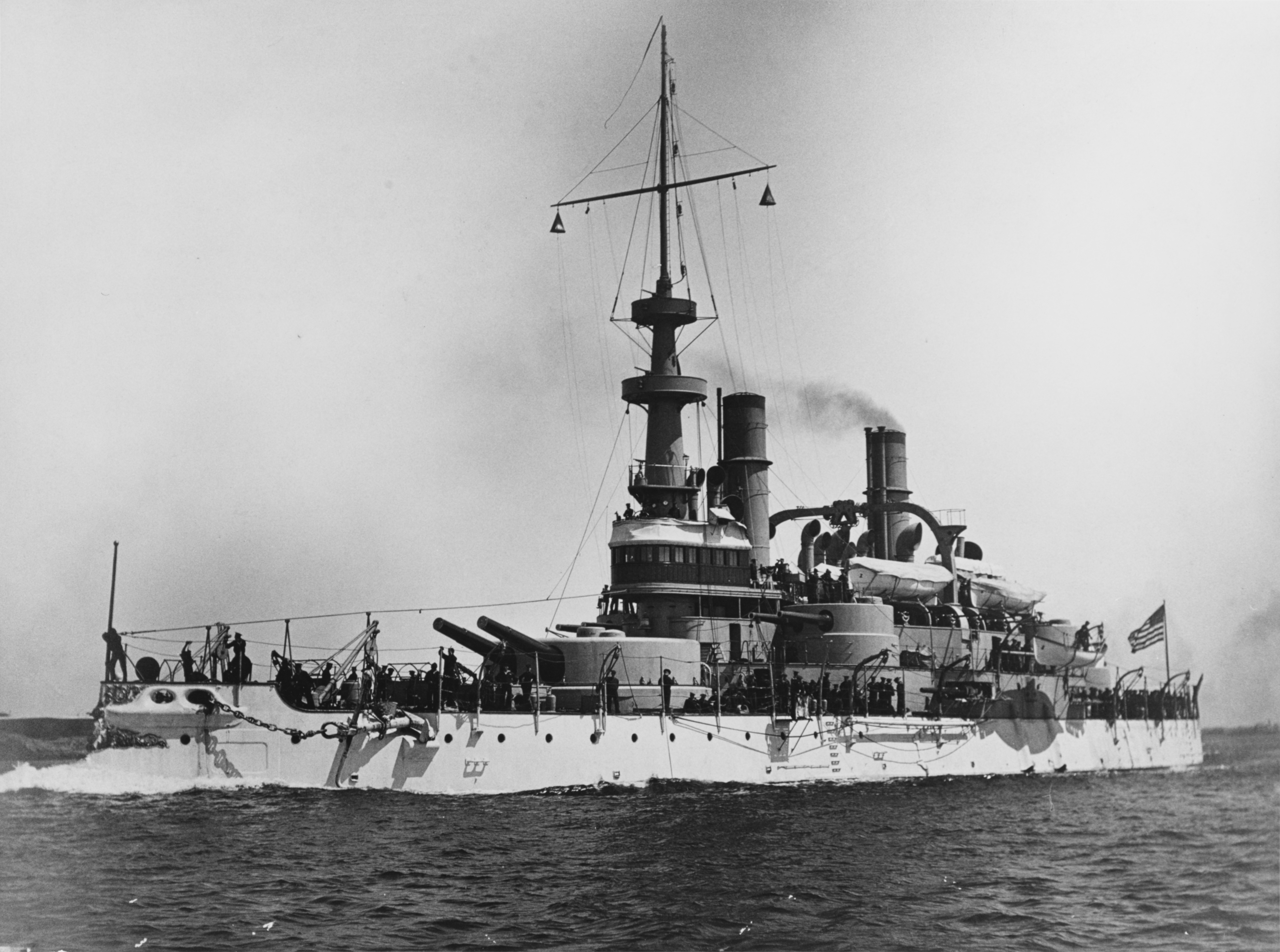
USS Indiana (BB-1)

- USS Indiana (BB-1)
- USS Massachusetts (BB-2)
- USS Oregon (BB-3)

### TřídaIowa
- USS Iowa (BB-4)

### TřídaKearsarge

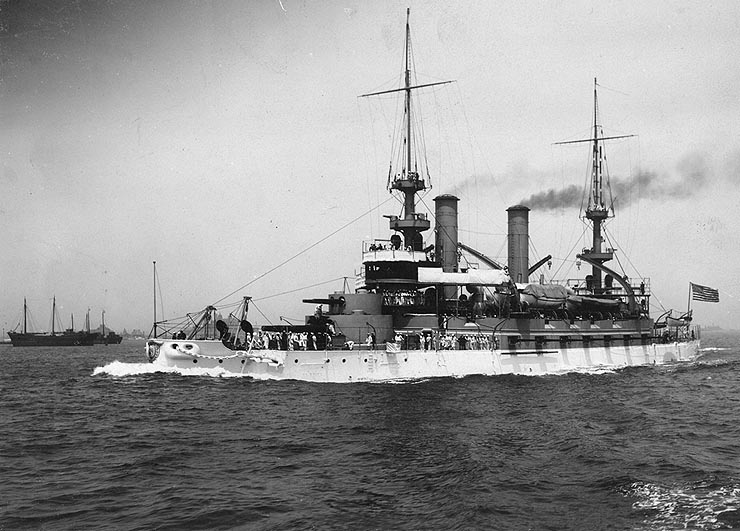
USS Kearsarge (BB-5)

- USS Kearsarge (BB-5)
- USS Kentucky (BB-6)

### TřídaIllinois
- USS Illinois (BB-7)
- USS Alabama (BB-8)
- USS Wisconsin (BB-9)

### TřídaMaine
- USS Maine (BB-10)
- USS Missouri (BB-11)
- USS Ohio (BB-12)

### TřídaVirginia

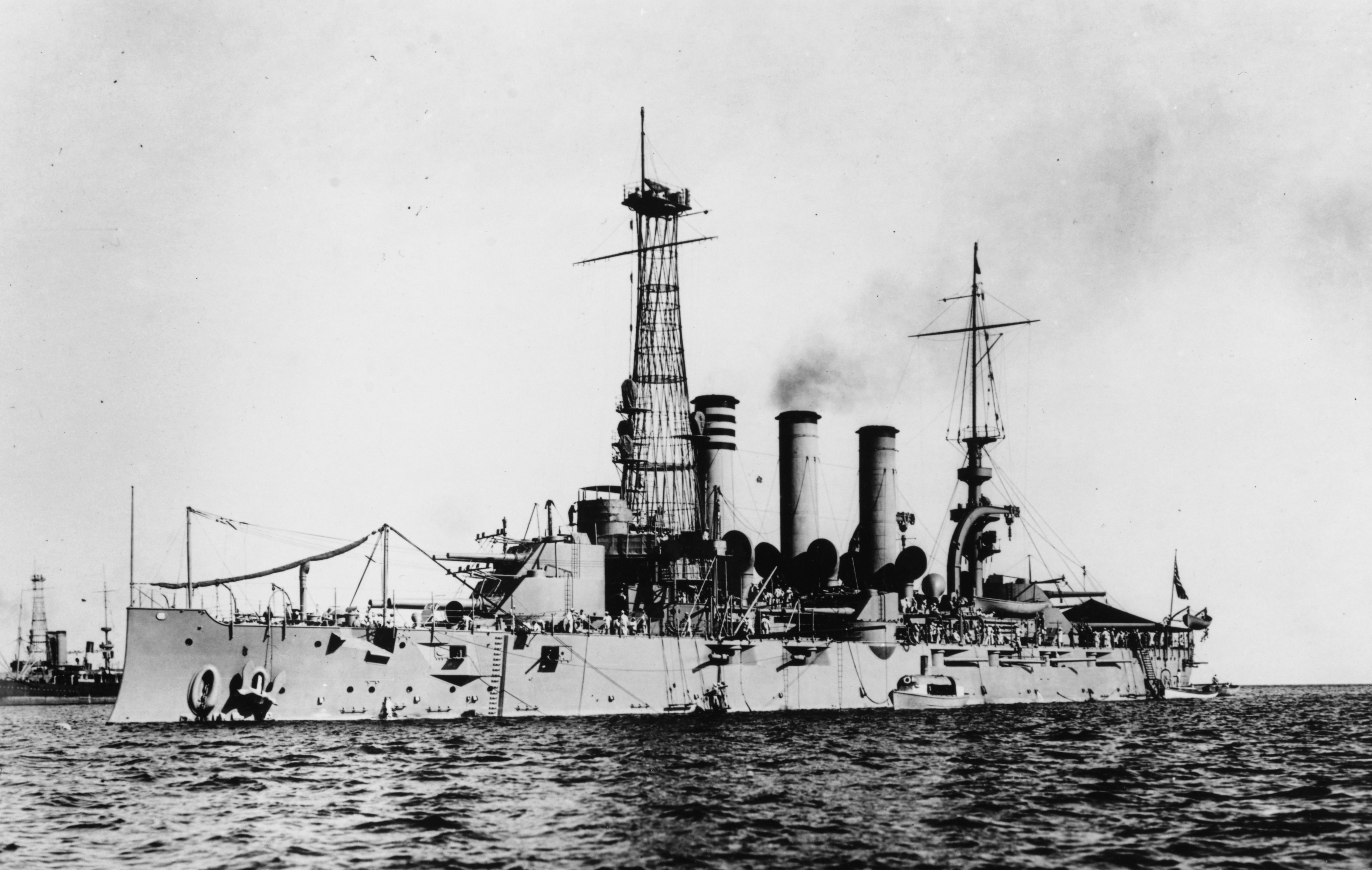
USS Virginia (BB-13)

- USS Virginia (BB-13)
- USS Nebraska (BB-14)
- USS Georgia (BB-15)
- USS New Jersey (BB-16)
- USS Rhode Island (BB-17)

### TřídaConnecticut
- USS Connecticut (BB-18)
- USS Louisiana (BB-19)
- USS Vermont (BB-20)
- USS Kansas (BB-21)
- USS Minnesota (BB-22)
- USS New Hampshire (BB-25)

### TřídaMississippi

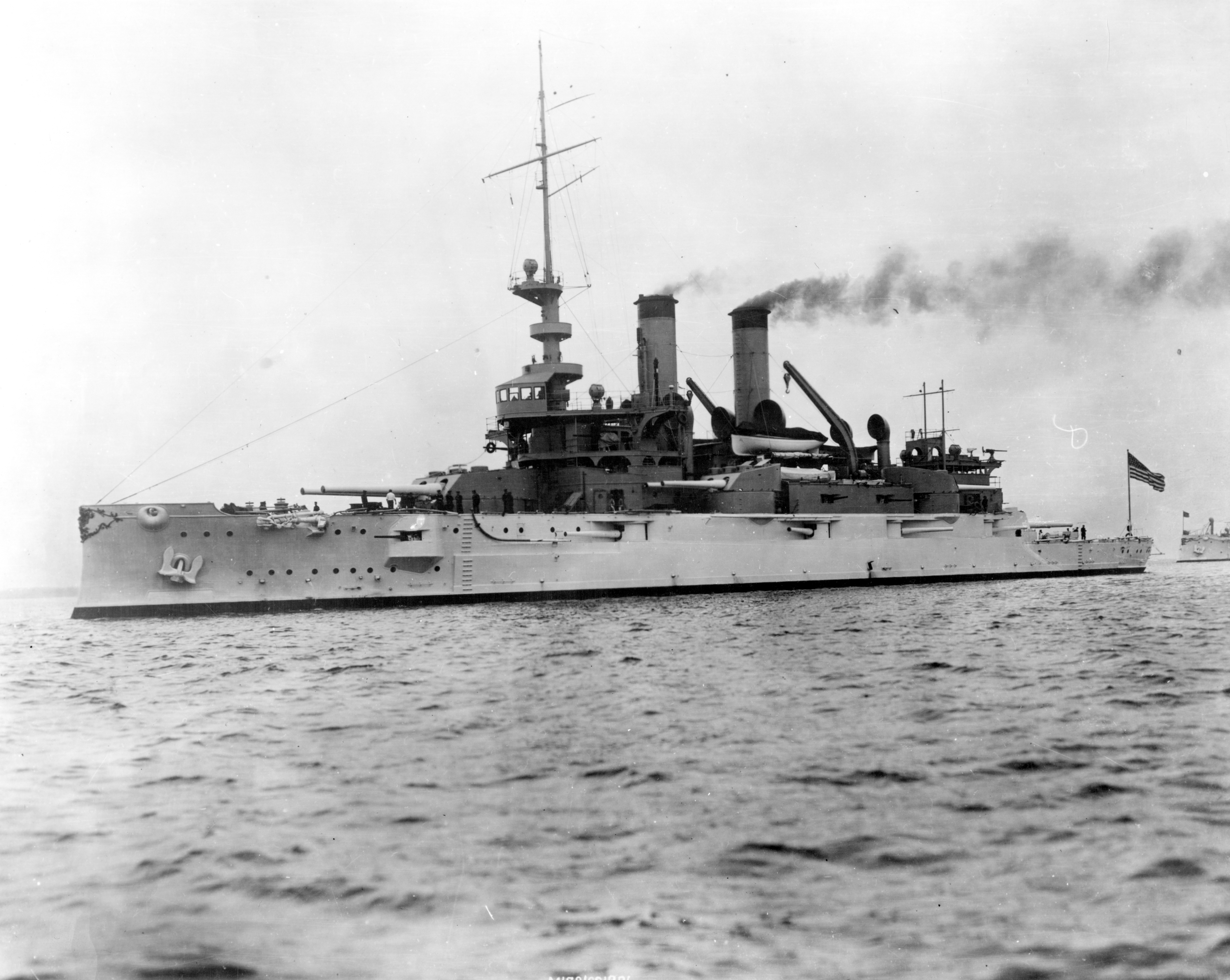
USS Mississippi (BB-23)

- USS Mississippi (BB-23)
- USS Idaho (BB-24)

## Dreadnoughty

### TřídaSouth Carolina
- USS South Carolina (BB-26)
- USS Michigan (BB-27)

### TřídaDelaware

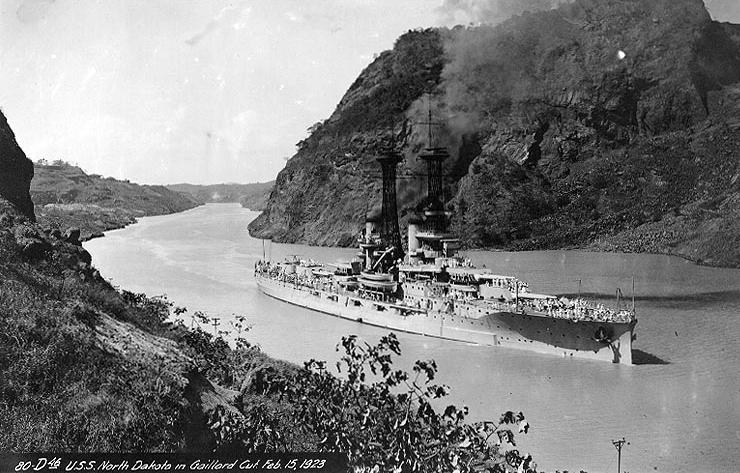
USS North Dakota (BB-29)

- USS Delaware (BB-28)
- USS North Dakota (BB-29)

### TřídaFlorida
- USS Florida (BB-30)
- USS Utah (BB-31)

### TřídaWyoming
- USS Wyoming (BB-32)
- USS Arkansas (BB-33)

### TřídaNew York

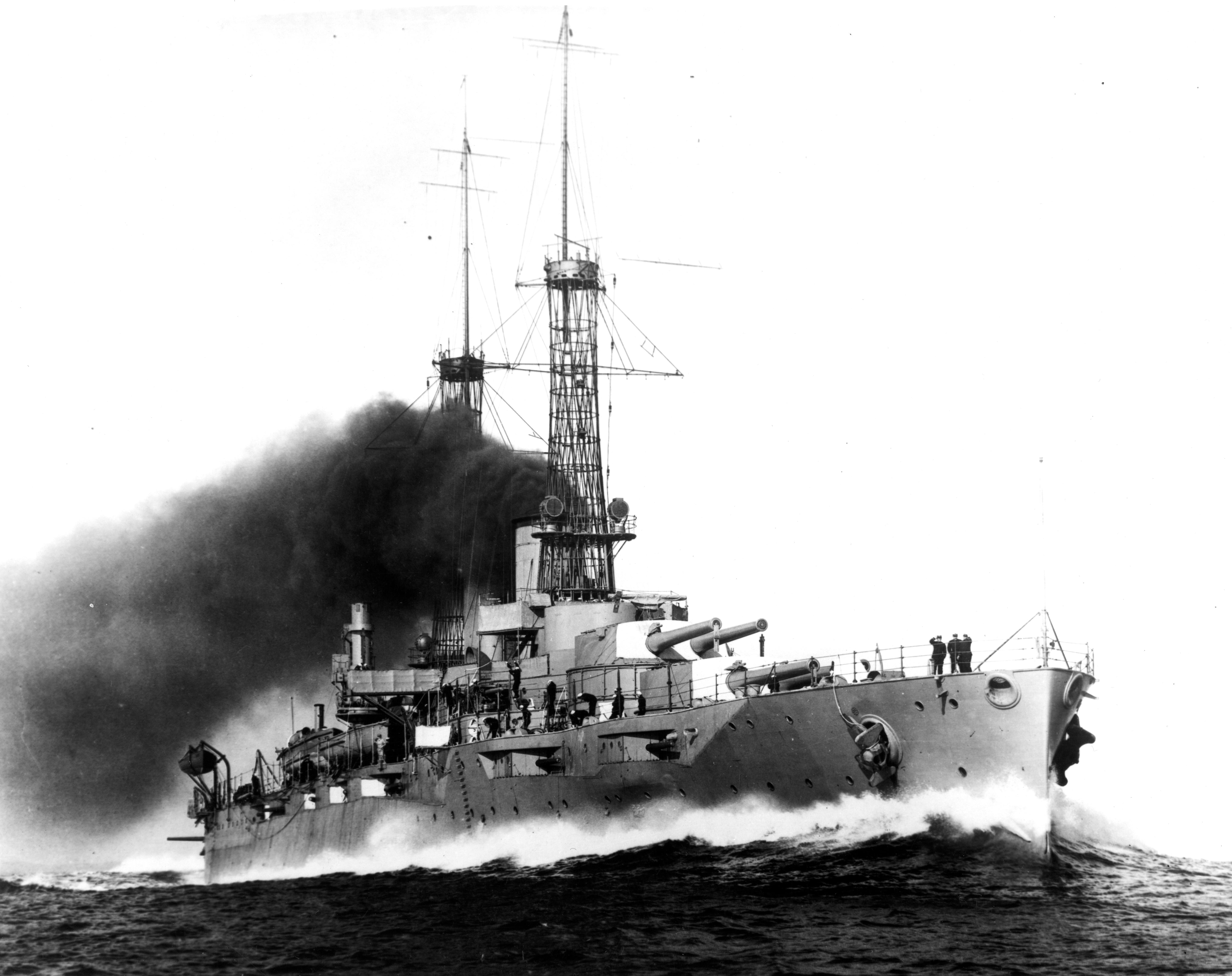
USS New York (BB-34)

- USS New York (BB-34)
- USS Texas (BB-35)

## Moderní bitevní lodě

### TřídaNevada
- USS Nevada (BB-36)
- USS Oklahoma (BB-37)

### TřídaPennsylvania

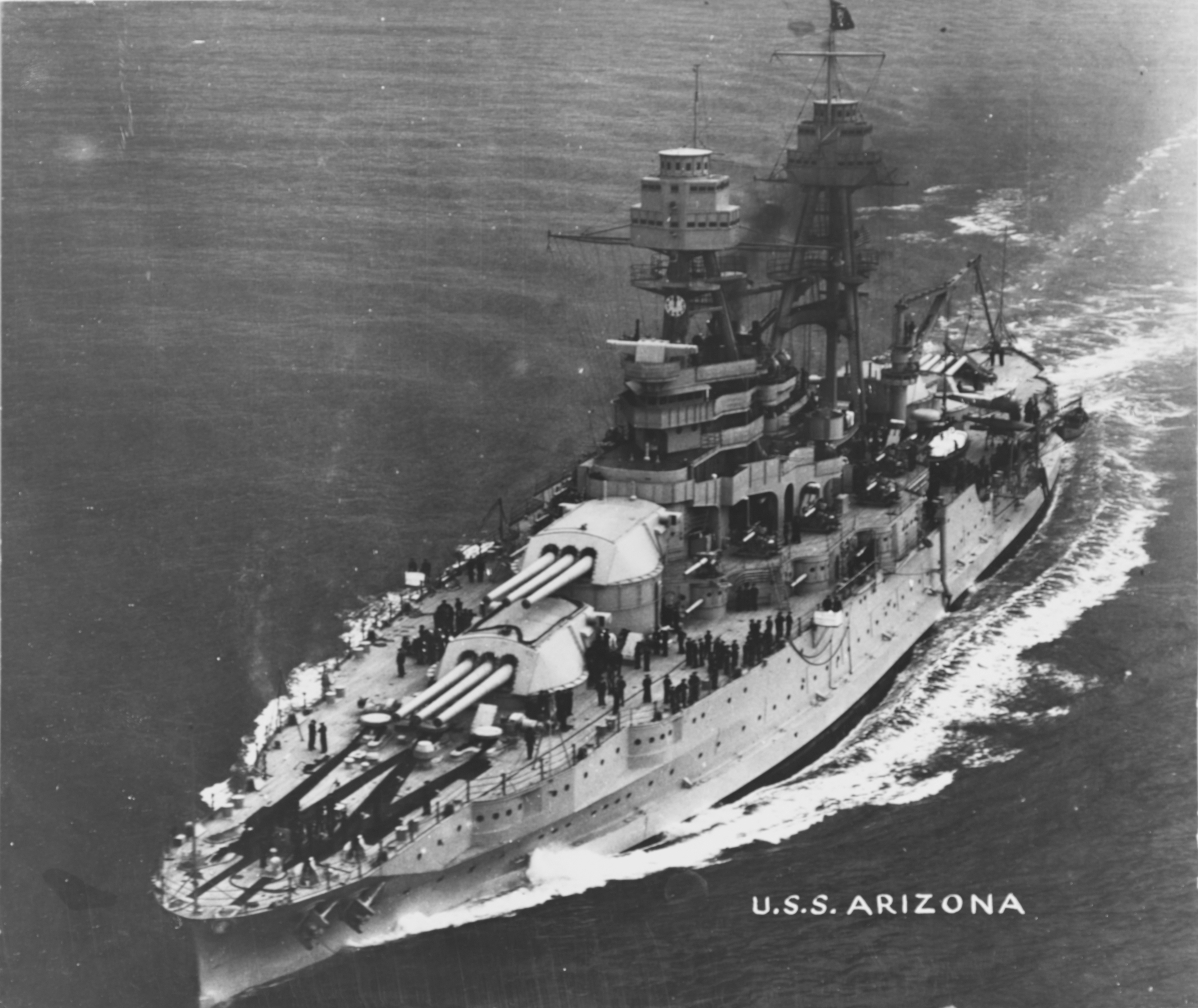
USS Arizona (BB-39)

- USS Pennsylvania (BB-38)
- USS Arizona (BB-39)

### TřídaNew Mexico
- USS New Mexico (BB-40)
- USS Mississippi (BB-41)
- USS Idaho (BB-42)

### TřídaTennessee
- USS Tennessee (BB-43)
- USS California (BB-44)

### TřídaColorado
- USS Colorado (BB-45)
- USS Maryland (BB-46)

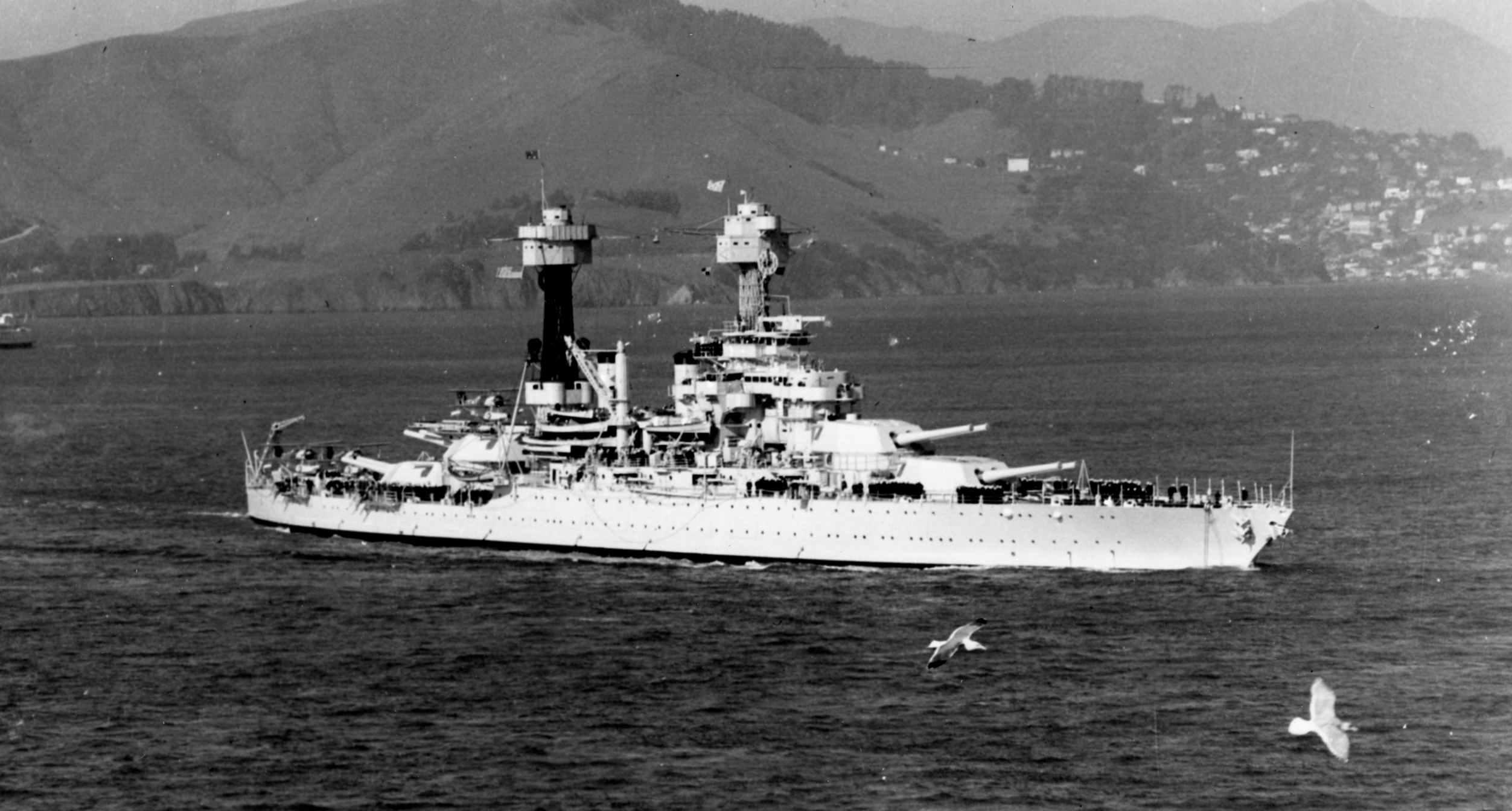
USS West Virginia (BB-48)

- USS Washington (BB-47) - stavba zrušena
- USS West Virginia (BB-48)

### TřídaSouth Dakota
- USS South Dakota (BB-49) - stavba zrušena
- USS Indiana (BB-50) - stavba zrušena
- USS Montana (BB-51) - stavba zrušena
- USS North Carolina (BB-52) - stavba zrušena
- USS Iowa (BB-53) - stavba zrušena
- USS Massachusetts (BB-54) - stavba zrušena

## Druhoválečné lodě

### TřídaNorth Carolina

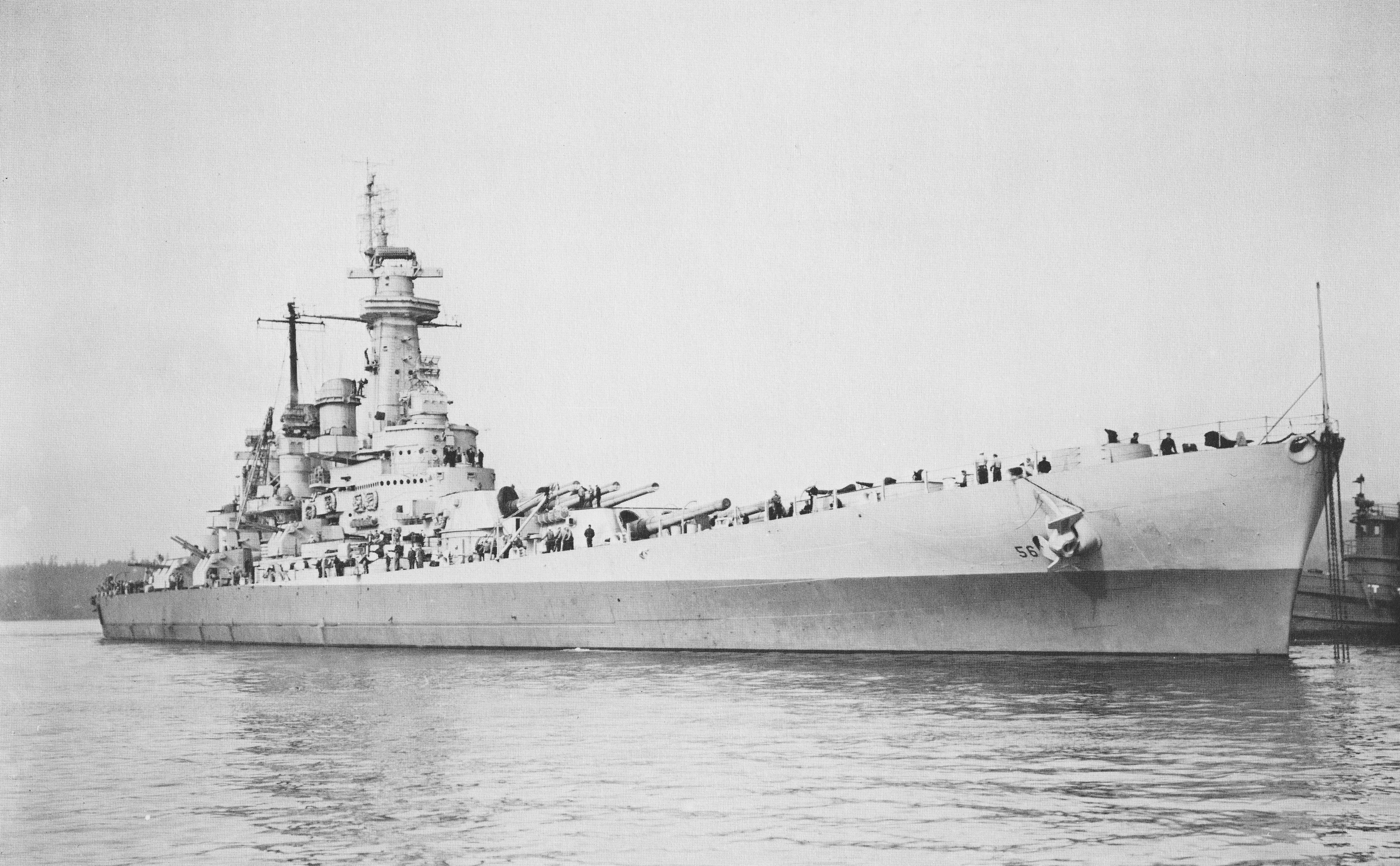
USS Washington (BB-56)

- USS North Carolina (BB-55)
- USS Washington (BB-56)

### TřídaSouth Dakota
- USS South Dakota (BB-57)
- USS Indiana (BB-58)
- USS Massachusetts (BB-59)
- USS Alabama (BB-60)

### TřídaIowa
- USS Iowa (BB-61)
- USS New Jersey (BB-62)
- USS Missouri (BB-63)
- USS Wisconsin (BB-64)

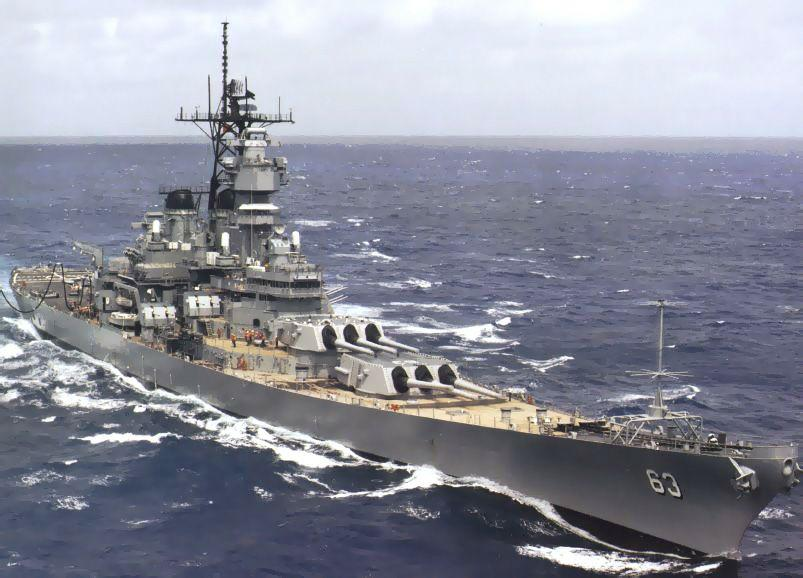
USS Missouri (BB-63)

- USS Illinois (BB-65) - stavba zrušena
- USS Kentucky (BB-66) - stavba zrušena

### TřídaMontana
- USS Montana (BB-67) - stavba zrušena
- USS Ohio (BB-68) - stavba zrušena
- USS Maine (BB-69) - stavba zrušena

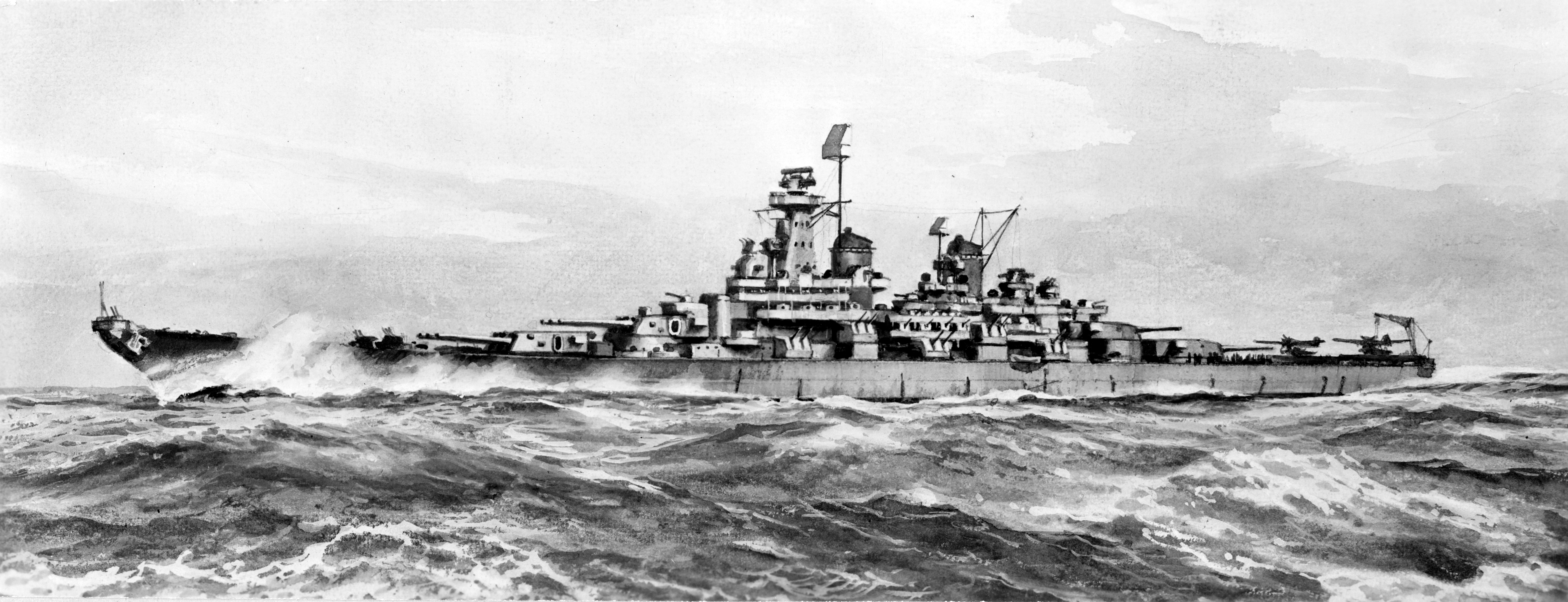
USS Montana (BB-67)

- USS New Hampshire (BB-70) - stavba zrušena
- USS Louisiana (BB-71) - stavba zrušena